# Kościół Świętych Kosmy i Damiana w Świątkach
Kościół Świętych Kosmy i Damiana – rzymskokatolicki kościół parafialny należący do dekanatu Świątki archidiecezji warmińskiej.

## Historia i architektura
Jest to budowla wzniesiona w latach 1855-1856 i konsekrowana w 1871 roku.
Świątynia jest orientowana, jednolita, zbudowana w stylu neogotyckim, murowana, wzniesiona z cegły, posiada jedną nawę z wydzielonym wielokątnym prezbiterium. Korpus nawowy jest opięty przyporami. W ścianach znajdują się ostrołukowe okna, zwieńczone arkadowymi fryzami. Od strony zachodniej do korpusu jest dobudowana bardzo szeroka, niska wieża na planie kwadratu, nadbudowana ośmiokątną wieżyczką z ostrosłupowym dachem hełmowym i zwieńczona w narożnikach sterczynami. Wnętrze kościoła jest nakryte stropem belkowanym. Prezbiterium budowli jest nakryte sklepieniem żebrowym.

## Organy
Organy wybudował prawdopodobnie Bruno Goebel w około 1920 roku. Przeszły remont około roku 1995. Posiadają pneumatyczną trakturę gry.
Dyspozycja instrumentu:
| Manuał I        | Manuał II              | Pedał          |
| --------------- | ---------------------- | -------------- |
| 1. Bourdun 16'  | 1. Geigen Principal 8' | 1. Subbass 16' |
| 2. Principal 8' | 2. Flaut amabile 8'    | 2. Violon 16'  |
| 3. Gamba 8'     | 3. Salizet 8'          | 3. Cello 8'    |
| 4. Gemshorn 8'  | 4. Aeoline 8'          | 4. Octave 8'   |
| 5. Octave 4'    | 5. Fugara 4'           |                |
| 6. Flöte 4'     | 6. Hohlflöte (?)       |                |
| 7. Mixtur 3fch. | 7. Octav 2'            |                |